# Alfonso López Trujillo

znak kardinála Trujilla

Alfonso López Trujillo (8. listopadu 1935, Villahermosa – 18. dubna 2008, Řím) byl kolumbijský kardinál a předseda Papežské rady pro rodinu v letech 1990–2008. 

## Život
Narodil se ve Villahermose v Kolumbii. Studoval v kolumbijské metropoli Bogotě a v Římě, kněžské svěcení přijal v roce 1960. Po dvouletém postgraduálním studiu se vrátil do vlasti, kde vyučoval filozofii.
V roce 1971 jej papež Pavel VI. jmenoval pomocným biskupem pro arcidiecézi v Bogotě, roku 1978 byl jmenován arcibiskupem-koadjutorem v Medellínu. O rok později se v této arcidiecézi stal arcibiskupem, v této funkci působil do roku 1991. Současně se stal předsedou Rady latinskoamerických biskupských konferencí (CELAM). V této funkci působil do roku 1983, kdy jej papež Jan Pavel II. jmenoval kardinálem. Jako předseda Papežské rady pro rodinu proslul svým nekompromisním postojem proti uzavírání homosexuálních svazků a proti potratům. Sám však – dle tvrzení Fréderica Martela, uveřejněného roku 2019 – využíval služeb mužských prostitutů.